# V1098 Геркулеса
V1098 Геркулеса (лат. V1098 Herculis) — двойная затменная переменная звезда типа W Большой Медведицы (EW) в созвездии Геркулеса на расстоянии приблизительно 1654 световых лет (около 507 парсек) от Солнца. Видимая звёздная величина звезды — от +12,82m до +12,44m. Орбитальный период — около 0,3523 суток (8,4543 часа)*.
Открыта проектом ROTSE-1 в 2000 году*, Чином Хо в 2003 году.

## Характеристики
Первый компонент — жёлто-белая звезда спектрального класса F9*. Масса — около 1,202 солнечной, радиус — около 1,383 солнечного, светимость — около 2,355 солнечной. Эффективная температура — около 6080 K*.
Второй компонент — жёлтый карлик спектрального класса G0*. Масса — около 0,153 солнечной, радиус — около 0,574 солнечного, светимость — около 0,377 солнечной. Эффективная температура — около 5968 K*.